# Максиміліан I (король Баварії)
Максиміліан I, також Максиміліан I Йозеф (нім. Maximilian I. Joseph), (27 травня 1756—13 жовтня 1825) — курфюрст Баварії в 1795—1805, король Баварії в 1806—1825 роках, син пфальцграфа Фрідріха Міхаеля Цвайбрюкен-Біркенфельдського та Марії Франциски Зульцбаської.

## Приватне життя
В особистому житті Максиміліан був простою та доброю людиною. Він полюбляв прогулюватися вулицями міста і розмовляли зі своїми підданими з будь-яких верств, граючи роль батька країни. Народ відповідав йому любов'ю.
Вперше Максиміліан Йозеф одружився 30 вересня 1785 року із принцесою Марією Вільгельміною Августою Гессен-Дармштадтською, яка була донькою Гессен-Дармштадтського принца Георга. Весілля відбулося в Дармштадті. Наступного року у подружжя народився первісток — син, якого назвали Людвігом. Згодом у Максиміліана і Августи з'явилося ще четверо дітей.
Через півроку після народження молодшого Августа померла через слабкість легенів. Через рік Максиміліан одружився вдруге, з Баденською принцесою Кароліною. Живими у них народилося семеро дітей.

## Родина
Дружина — Марія Вільгельміна Августа Гессен-Дармштадтська
Діти:
- Людвіг (1786—1868) — наступний король Баварії. Одружений із Терезою Саксен-Хільдбурґхаузенською, мав дев'ятеро нащадків.
- Августа Амалія Людовіка (1788—1851) — одружена з Еженом Богарне, сином Жозефіни Богарне, пасинком Наполеона I; мала сімох дітей.
- Амалія Марія Августа (1790—1794) — померла в ранньому віці.
- Кароліна Шарлотта Августа (1792—1873) — одружена із спадкоємцем вюртенберзького престолу Вільгельмом, згодом — дружина австрійського імператора Франца II, дітей не мала.
- Карл Теодор (1795—1875)  — принц Баварський. Двічі морганатично одружений, мав трьох доньок від першого шлюбу.

Дружина — Кароліна Баденська
Діти:
- Карл Фрідріх (1800—1803) — помер у ранньому віці.
- Єлизавета Людовіка (1801—1873) — дружина короля Пруссії Фрідріха Вільгельма IV, дітей не мала.
- Амалія Августа (1801—1877) — одружена з королем Саксонії Йоганном, мала дев'ятьох дітей.
- Софія Доротея (1805—1872) — одружена з ерцгерцогом Австрії Францем Карлом, мала п'ятьох дітей.
- Марія Анна (1805—1877) — дружина короля Саксонії Фрідріха Августа II, дітей не мала.
- Марія Людовіка Вільгельміна (1808—1892) — одружена з герцогом Баварським Максиміліаном, мала вісьмох дітей.
- Максиміліана Жозефа (1810—1821) — померла у віці 10 років.